# J 레코드
J 레코드(J Records)는 소니 뮤직 엔터테인먼트가 운영하는 음반사로, 2000년에 설립되었다. 2011년 RCA 레코드에 합병되었다.

## 아티스트
현재
- 앨리샤 키스
- 판타지아 배리노
- 제이미 폭스
- 재즈민 설리번
- 리오나 루이스
- 마리오 (미국의 가수)
- 마샤 앰브로시어스
- 마이크 포즈너
- 모니카 (가수)
- 핏불 (래퍼)
- 로드 스튜어트

이전
- 마룬 5
- 라이자 미넬리
- 버스타 라임스
- 펄 잼
- 개빈 디그로
- 애니 레녹스